# Знакът на Еднорога
„Знакът на еднорога“ (на английски: Sign of the Unicorn) е третата книга от поредицата фентъзи романи на Роджър Зелазни „Хрониките на Амбър“.

## Сюжет
Внимание:  Текстът по-долу разкрива сюжета на произведението (или части от него)!
Принц Коруин най-накрая се възкачва на трона на вечния Амбър. Още първите дни на управлението му обаче показват, че го очакват неспокойни времена. Той има тежката задача да защити града от злото на мистериозния черен път. Пътят към успеха минава през спасяването на безследно изчезналия брат на Коруин, Бранд. И точно когато изглежда, че между всички деца на Оберон най-накрая цари разбирателство, стари вражди излизат наяве. Коруин е объркан, изпуснал толкова много събития по време на престоя си на Сянката Земя; той трудно би могъл да заеме страна. Объркването му, а и не само неговото, става още по-голямо след появата на легендарния еднорог – символът на Амбъритите...
| Предишна:          | Поредица:          | Следваща:        |
| ------------------ | ------------------ | ---------------- |
| Оръжията на Авалон | Хрониките на Амбър | Ръката на Оберон |